# 2013-as magyar teniszbajnokság
A 2013-as magyar teniszbajnokság a száztizennegyedik magyar bajnokság volt. A bajnokságot szeptember 16. és 22. között rendezték meg Budapesten, a Grand Slam Parkban.

## Eredmények
| Versenyszám  | Arany                                 | Arany | Ezüst                                                      | Ezüst | Bronz                                                                     | Bronz |
| ------------ | ------------------------------------- | ----- | ---------------------------------------------------------- | ----- | ------------------------------------------------------------------------- | ----- |
| Férfi egyéni | Balázs Attila MTK                     |       | Filipenkó Viktor Ábris Team 2010 TSE                       |       | Bíró André ?Fenyvesl Tibor ?                                              |       |
| Női egyéni   | Bukta Ágnes Diego VKE                 |       | Árgyelán Csilla MTK                                        |       | Fekete Lili ?Habler Henrietta ?                                           |       |
| Férfi páros  | Balázs Attila, Bardóczky Kornél MTK   |       | Gödry Levente, Nagy Péter Ábris Team 2010 TSE, Budaörsi SC |       | Ágoston Ferenc, Ágoston György ?Balla Péter, Madarász Gergely Diego VKE   |       |
| Női páros    | Bukta Ágnes, Halász Klaudia Diego VKE |       | Göböl Edina, Sulyok Kata ?                                 |       | Habler Henrietta, Koleszár Zsófia ?Árgyelán Csilla, Szerencsés Eszter MTK |       |